# Mała miss
Mała miss (ang. Little Miss Sunshine) – amerykański niezależny film drogi z 2006, łączący w sobie elementy komedii i dramatu. Film, wyreżyserowany przez małżeństwo Jonathana Daytona i Valerie Faris, przedstawia historię dysfunkcyjnej rodziny podróżującej busem na konkurs piękności dla dzieci. Film otrzymał cztery nominacje do Oscara, w tym w kategorii najlepszy film. Alan Arkin otrzymał Oscara za najlepszą drugoplanową rolę męską.

## Opis fabuły
Sheryl Hoover (Toni Collette) jest zapracowaną matką dwójki dzieci. Jej brat Frank (Steve Carell) jest homoseksualnym wykładowcą dzieł Marcela Prousta, który właśnie zamieszkał z rodziną Sheryl po nieudanej próbie samobójczej. Mąż Sheryl, Richard (Greg Kinnear), próbuje zmotywować rodzinę do osiągnięcia niestworzonych celów. Dwayne, (Paul Dano), syn Sheryl z poprzedniego małżeństwa, jest zafascynowanym Nietzschem nastolatkiem, który złożył śluby milczenia, dopóki nie zostanie pilotem. Edwin (Alan Arkin), ojciec Richarda, został wyrzucony z domu starców za wciąganie heroiny; jest on szczególnie bliski siedmioletniej wnuczce Olive (Abigail Breslin).
Olive dowiaduje się, że została zakwalifikowana do konkursu piękności "Mała Miss", który ma się odbyć za dwa dni w Rodondo Beach w Kalifornii. Rodzina, chcąc ją wspierać, szybko uświadamia sobie, jak trudno będzie dostać się w to miejsce, odległe o 800 mil, podróżując starym żółtym Volkswagenem busem.
Zgrzyty w rodzinie szybko stają się nie do zniesienia dla podróżującej rodziny. Kiedy psuje się skrzynia biegów w starym busie, jedyną metodą na jazdę staje się pchanie auta aż osiągnie wystarczającą prędkość żeby włączyć się na wyższym biegu. Richard traci ważną dla niego umowę, która by pchnęła do przodu jego biznes motywacyjny; Frank, kupując czasopisma pornograficzne na prośbę Edwina, spotyka swojego eks chłopaka przez którego próbował popełnić samobójstwo. W nocy w motelu Edwin przedawkowuje heroinę, wszyscy dowiadują się o jego śmierci dopiero rano. Frank odkrywa, że Dwayne nie odróżnia kolorów, będąc daltonistą nie może on zostać pilotem, a więc chłopak przerywa śluby milczenia. Sheryl próbuje cały czas wszystkich utrzymać w spokoju, co może okazać się trudne kiedy wiozą ciało dziadka w bagażniku a zatrzymuje ich policjant.
Rodzina dociera na konkurs chwilę po terminie zapisów na listę uczestniczek, jednakże po kłótni z organizatorami zostają przyjęci. Wszyscy mają obawy, czy Olive jest dobrze przygotowana do konkursu, a widząc inne uczestniczki i chcąc uchronić dziewczynkę przed upokorzeniem zastanawiają się nad wycofaniem jej z udziału, jednakże ostatecznie Olive bierze udział w wyborach miss.
Występ Olive przygotowywany przez jej dziadka, Edwina, okazuje się skandalem i oburza większość widowni, jak i jury. Tańcząc do utworu "Super Freak" Ricka Jamesa, wykonuje prowokacyjne ruchy czerpiąc przy tym dużo radości. Kiedy dyrektor konkursu prosi o ściągnięcie Olive ze sceny, Richard, Frank i Dwayne zaczynają tańczyć razem z nią.
W kolejnej scenie widzimy rodzinę na komisariacie. Zostają zwolnieni bez żadnych kar, pod warunkiem, że Olive już nigdy nie weźmie udziału w żadnym konkursie piękności w Kalifornii. Rodzina wyraźnie rozbawiona całą sytuacją wskakuje do swojego żółtego busa i kieruje się do domu, do Albuquerque.